# Gothajský salám

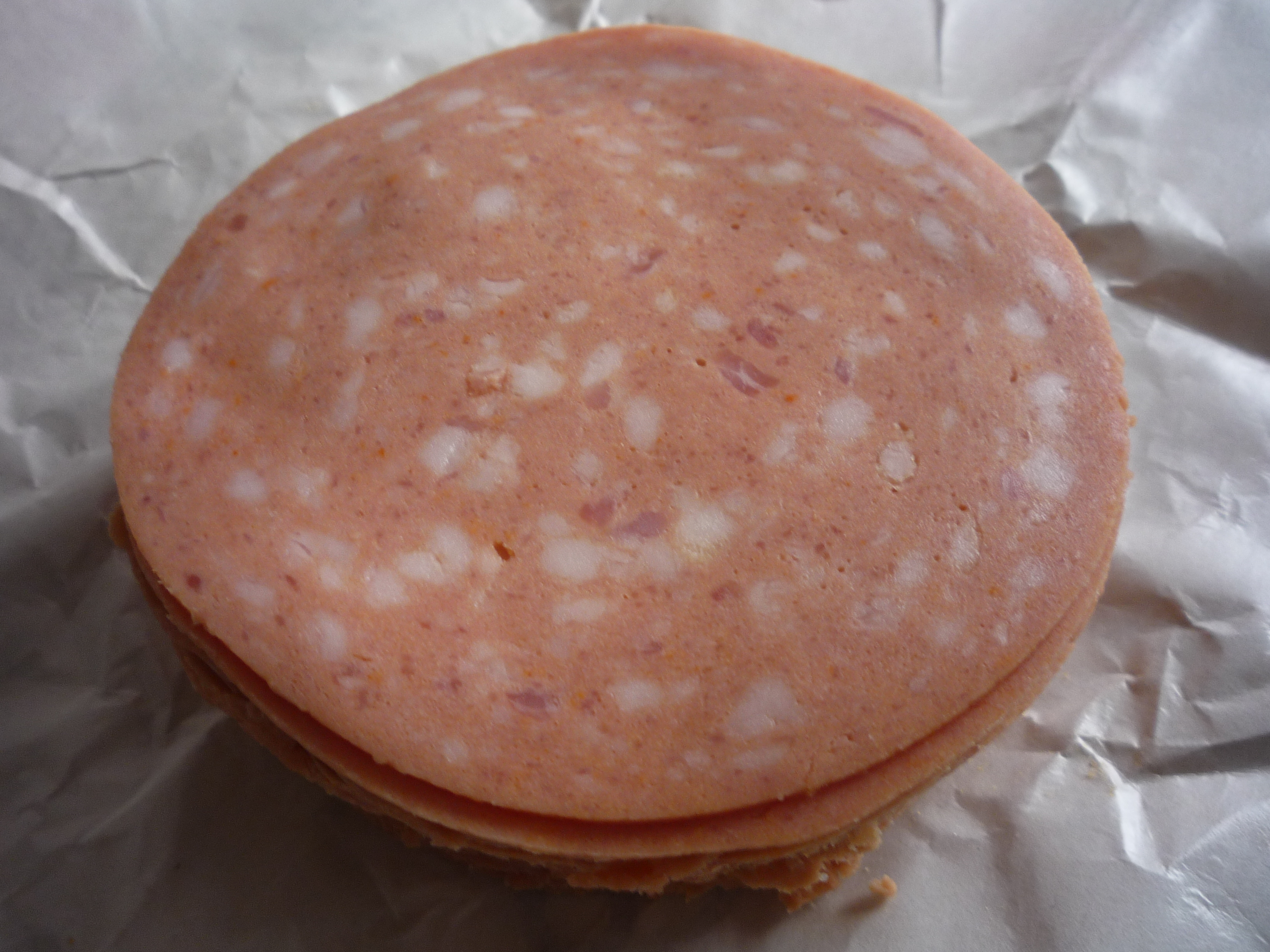
Gothajský salám krájený

Gothajský salám neboli gothaj je druh měkkého salámu.

## Kvalita
Podle závazné normy se Gothajský salám vyráběl do počátku 90. let 20. století z těchto ingrediencí (na  100 kg hotového výrobku):
- 29 kg hovězí zadní maso
- 29 kg libové vepřové maso
- 5,5 kg tučné vepřové maso bez kůže
- 35 kg sádlo na špíček
- 6 l pitná voda
- koření
- sůl

Po zrušení závaznosti bývalých státních a podnikových norem počátkem 90. let 20. století došlo k prudkému snížení jeho kvality. Přijetím vyhlášky 264 z roku 2003 došlo k částečnému zlepšení, protože ta stanovila, že gothajský salám musí obsahovat alespoň 40 % masa. Přesto se jedná o méně kvalitní výrobek složený hlavně z náhražek, jako je drůbeží separát, kůže, sádlo, voda, škrob a jiná plnidla a zahušťovadla.

## Název
Název pochází ze jména německého města Gotha, odkud salám pochází. Původním výrobcem gothajského salámu je řezník Johann Daniel Kestner.